# U 48 (Kriegsmarine)

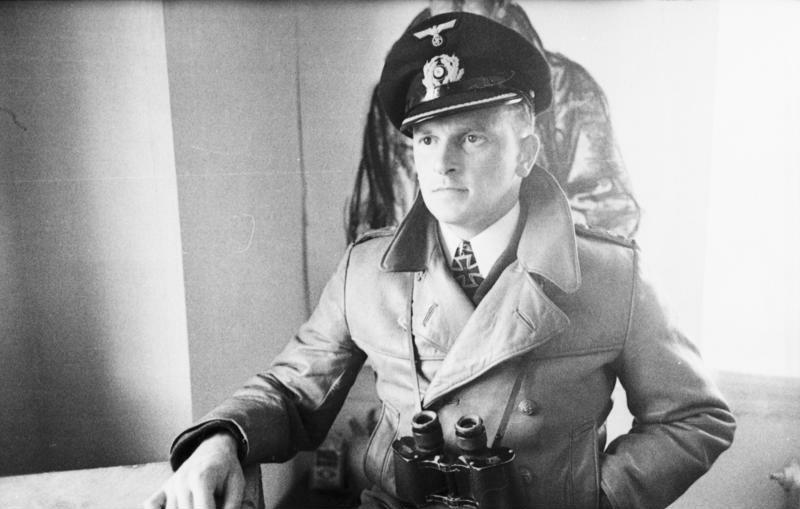
Herbert Schultze

De U 48 was een U-boot van het type VIIB van de Duitse Kriegsmarine tijdens de Tweede Wereldoorlog. Na zijn successen in het begin van de oorlog, diende hij naderhand als oefen- en opleidingsboot. Kapitein-luitenant-ter-zee Herbert Schultze boekte met de U 48 succes tegen konvooien.

## Geschiedenis
De tewaterlating gebeurde op de Germaniawerf te Kiel (Duitsland) op 10 maart 1937. Op 22 april 1939 werd hij officieel in dienst gesteld onder commando van kapitein-luitenant-ter-zee Herbert Schultze. Samen met ander bekende U-bootkapiteins als Günther Prien, Joachim Schepke, Engelbert Endrass, Otto Kretschmer boekte hij successen in het begin van de oorlog. Schultze diende op de U 48 tot 20 mei 1940.
Zijn opvolgers op rij waren: Korvetkapitein Hans Rudolf Rösing vanaf 21 mei 1940 tot 3 september 1940. Kapitein-luitenant-ter-zee Heinrich Bleichrodt volgde hem op vanaf 4 september 1940 tot 16 december 1940.
Oberleutnant Diether Todenhagen commandeerde de boot vanaf 26 september 1940 tot oktober 1943, maar kapitein-luitenant-ter-zee Herbert Schultze nam zijn U 48 tussendoor weer over vanaf 17 december 1940 tot 27 juli 1941.
Oberleutnant Siegfried Atzinger van augustus 1941 tot september 1942.
Op 2 april 1941 werd de U 48 zwaar beschadigd door een explosie van het zinkende schip Beaverdale en moest Schultze terugkeren naar de basis.
Vanaf 1 juli 1941 tot 31 maart 1942 werd hij tussendoor een oefen- en trainingsboot. Vanaf 1 april 1942 tot 31 oktober 1943 werd de U 48 een opleidingsboot voor nieuwe officieren en pas in dienst gestelde matrozenrekruten.
De U 48 heeft in zijn loopbaan 51 schepen tot zinken gebracht, waaronder de Nederlandse MS Moordrecht. 25 van de 29 bemanningsleden vonden de dood. Een ander slachtoffer was het passagiersschip City of Benares met aan boord de schrijver, journalist en advocaat Rudolf Olden en zijn vrouw, die beiden omkwamen, samen met 248 andere passagiers. 77 hiervan waren Britse kinderen, die naar Canada geëvacueerd werden.

## Ondergang
De U 48 werd bij de capitulatie van Nazi-Duitsland door de eigen bemanning zelf tot zinken gebracht op 3 mei 1945 nabij Neustadt.

## Commandanten
- 22 Apr, 1939 - 20 Mei, 1940: Kptlt. Herbert Schultze (Ridderkruis)
- 21 Mei, 1940 - 3 Sep, 1940: KrvKpt. Hans Rudolf Rösing (Ridderkruis)
- 4 Sep, 1940 - 16 Dec, 1940: Kptlt. Heinrich Bleichrodt (Ridderkruis)
- 17 Dec, 1940 - 27 Jul, 1941: Kptlt. Herbert Schultze (Ridderkruis)
- Aug, 1941 - Sep, 1942: Oblt. Siegfried Atzinger
- 26 Sep, 1942 - Okt, 1943: Oblt. Diether Todenhagen